# На дороге (фильм)
«На дороге» (англ. On the Road) — художественный фильм режиссёра Вальтера Саллеса, снятый по мотивам одноимённого романа Джека Керуака с Сэмом Райли, Гарретом Хедлундом и Кристен Стюарт в главных ролях. Съёмки фильма начались 4 августа 2010 года в Монреале (Канада), бюджет составил 25 млн $. Премьера фильма прошла 23 мая 2012 года на Каннском кинофестивале, где фильм принимал участие в основной конкурсной программе. Лента попала в десятку лучших независимых фильмов года по версии Национального совета кинокритиков США. Экранизация получила неоднозначные отзывы кинокритиков.

## Сюжет
В 1947 году, в Нью-Йорке, в день похорон своего отца, Сэл Парадайз гулял со своим другом Карло Марксом, который, как и он, был начинающим писателем. Общий друг Чад пригласил их познакомиться с Дином Мориарти, молодым угонщиком автомобилей из Денвера, и его 16-летней женой Мэрилу. Сэл и Карло подружились с Дином, куря с ним марихуану и посещая джазовый ночной клуб, где они встречают саксофониста Уолтера, который также подружился с ними. Сэл учит Дина писать, но чего Дин уезжает в Денвер вместе с Карло.
После долгих размышлений, творческого кризиса и торжественного посещения могилы отца Сэл решает присоединиться к своим друзьям в Денвере и впервые отправляется в путь. Там он знакомится с Камиллой, студенткой художественного колледжа, ради которой Дин разводится с Мэрилу. Карло начинает сомневаться в своей ориентации, и у него с Дином начинается роман. Карло, Сэл, Камилла и Дин посещают бар, где Дин играет на музыкальном автомате «I've Got the World on a String», и Камилла сближается с Сэлом. Карло говорит Сэлу, что, по его мнению, он, возможно, гей, и планирует отправиться в Африку.
Сэл садится в автобус и знакомится с Терри. Они отправляются в Калифорнию, где Терри работает на хлопковых полях со своей семьей, а Сэл помогает. У Сэл и Терри завязывается короткий роман, после чего Сэл, понимая, что он не создан для работы в поле, возвращается домой.
В декабре 1948 года Дин, Мэрилу и Эд Дункель приезжают в дом сестры Сэла в Северной Каролине, оставив жену Эда Галатею у Старого Быка Ли в Луизиане. Семья Сэла кормит троицу, которая не ела уже 30 часов, и на следующий день трио, Сэл и его мать возвращаются в Нью-Йорк. Ребята и Мэрилу празднуют Новый год в доме Карло. Позже Дин уговаривает Сэла заняться сексом втроем с ним и Мэрилу. Сэл начинает целовать Мэрилу, но присутствие Дина заставляет его нервничать, поэтому он велит Дину идти на кухню. После этого Дин и Мэрилу занимаются сексом, в то время как Сэл слушает в другой комнате.
На следующий день они уезжают в Калифорнию и оставляют Эда у Быка. Когда они прибывают в Сан-Франциско, Дин едет к Камилле, оставляя Сэла и Мэрилу снимать комнату, где они занимаются сексом. На следующее утро Мэрилу уезжает к своему жениху-моряку в Денвер, а Сэл отправляется навестить Дина и Камиллу, у которых к этому времени уже есть ребенок и они ждут второго. Сэл и Дин отправляются в ночной клуб, оставляя Камиллу наедине с ребёнком. Когда они возвращаются домой, она выгоняет Дина.
Сэл и Дин отправляются в Денвер в поисках отца Дина, но безуспешно. Затем они возвращаются в Нью-Йорк с высоким худощавым продавцом, у которого Дин пытается выманить деньги в обмен на секс. Дин добивается успеха, что дает ему и Сэлу достаточно денег, чтобы добраться туда, куда им нужно.
Восемь месяцев спустя Дин спрашивает Сэла, не хочет ли он съездить на машине в Мексику. Когда они приезжают, какой-то парень, накурившись вместе с ними, ведет их в публичный дом, где Дин и Сэл танцуют и занимаются сексом с несколькими проститутками. Позже они бродят по улицам, накачиваясь наркотиками и напиваясь. Однако Сэл заболевает и попадает в больницу. Затем Дин оставляет Сэла и возвращается в Сан-Франциско, чтобы наладить отношения с Камиллой. После выздоровления Сэл возвращается в Нью-Йорк.
В 1950 году Сэл встречает Дина на Манхэттене, по дороге на концерт Дюка Эллингтона. Дин говорит, что проехал на поезде через всю страну, чтобы увидеть Сэла, и что у них с Камиллой будет еще один ребенок. Друзья Сэла торопят его, чтобы поскорее уйти, и когда Сэл поворачивается, чтобы уйти, Дин просит подбросить его до Восточной 14-й улицы. Сэл говорит Дину, что был рад его видеть, и оставляет его одного, когда Сэл и его друзья уходят. Когда в тот вечер Сэл возвращается домой, он может написать свой роман о своей жизни в дороге с Дином.

## В ролях
| Актёр             | Роль                   |
| ----------------- | ---------------------- |
| Сэм Райли         | Сэл Парадайз           |
| Гаррет Хедлунд    | Дин Мориарти           |
| Кристен Стюарт    | Мэрилу                 |
| Кирстен Данст     | Камилл                 |
| Эми Адамс         | Джейн                  |
| Вигго Мортенсен   | Старый буйвол Ли       |
| Стив Бушеми       | Высокий худой продавец |
| Том Старридж      | Карло Маркс            |
| Элизабет Мосс     | Галатея Данкел         |
| Алисе Брага       | «Терри»                |
| Денни Морган      | Эд Данкел              |
| Терренс Ховард    | Уолтер                 |
| Рокки Маркуэтт    | Альфред                |
| Мэдисон Вульф     | Доди Ли                |
| Мари-Джинетт Гуай | Габриэль Левески       |
| Жизель Итие       | Тоня                   |